# Trubín
Trubín (deutsch Trubin) ist eine Gemeinde in Tschechien. Sie liegt sechs Kilometer südwestlich von Beroun und gehört zum Okres Beroun.

## Geographie

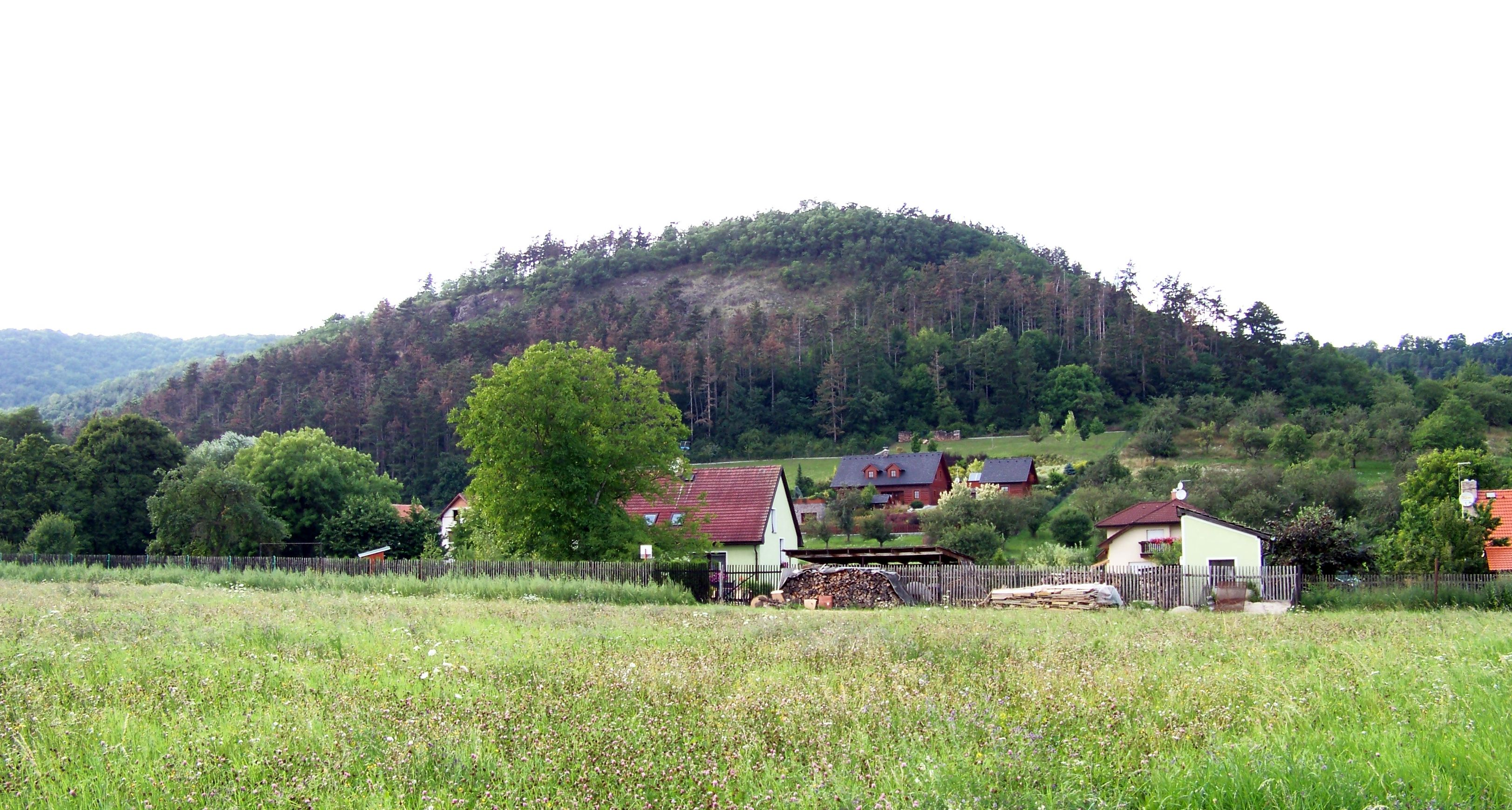
Trubínský vrch

Trubín befindet sich am Rande des Landschaftsschutzgebietes Křivoklátsko in der Křivoklátská vrchovina. Das Dorf liegt am Zusammenfluss der Bäche Trubínský potok und Počapelský potok, wobei der Trubínský potok durch den Ortskern und der Počapelský potok am südlichen Ortsrand fließt. Nördlich erhebt sich der Lísek (483 m), im Nordosten der Děd (492 m), südlich die Koukolova hora (471 m), im Südwesten der Kníhov (369 m), der Hříbce (385 m) und die Vraní skála (536 m) sowie westlich die Dubová (455 m) und der Trubínský vrch (369 m).
Nachbarorte sind Trubská und Lísek im Norden, Zahořany im Nordosten, Králův Dvůr und Počaply im Osten, Karlova Huť und Popovice im Südosten, Levín und Zdice im Süden, Černín im Südwesten, Svatá, Svatská Hájovna und Varta im Westen sowie Hudlice im Nordwesten.

## Geschichte
Archäologische Funde belegen eine Besiedlung des Gemeindegebietes seit der Bronzezeit.
Die erste schriftliche Erwähnung von Troubin erfolgte im Jahre 1125 als Besitz des Benediktinerklosters Insula. Nachdem das Kloster im Jahre 1278 durch brandenburgische Truppen zerstört worden war, überließ König Wenzel II. das Dorf der Königsstadt Beroun. Wenzel IV. schlug Trubín um 1406 zu den Gütern seiner Königsburgen Žebrák und Točník zu. In der Mitte des 15. Jahrhunderts wurde die Burgherrschaft an die Herren von Wartenberg verpfändet. Kaiser Ferdinand I. verkaufte die Herrschaften Točník 1557 an Johann Ferdinand Popel von Lobkowicz. Dessen Enkel Georg verlor 1593 wegen einer Intrige gegen Kaiser Rudolf II. sämtliche Güter. 1594 wurde die konfiszierte Herrschaft Točník mit den Herrschaften Zbiroh und Königshof zu einer Kameralherrschaft vereinigt, deren Hauptmann seinen Sitz im Schloss Zbiroh hatte. Die Verwaltung und die Erträge des Königshofer Anteils der Kameralherrschaft Zbirow wurden 1834 als k.k. Montan-Herrschaft bzw. Berg-Cameralherrschaft Königshof dem k.k. Montan-Aerar zugewiesen. Sie blieb dabei dem k.k. Oberamt Zbirow untergeordnet, erhielt jedoch einen Amtsverwalter.
Im Jahre 1846 bestand Trubin bzw. Trubjn aus 25 Häusern mit 223 Einwohnern, darunter zwei protestantischen Familien Augsburgischen Bekenntnisses. Im obrigkeitlichen Wald Dubowa wurde durch die Herrschaft Pürglitz das Eisenerzbergwerk St.-Caroli-Zeche betrieben. Katholischer Pfarrort war Počapl. Bis zur Mitte des 19. Jahrhunderts blieb das Dorf der k.k. Montan-Herrschaft Königshof im Berauner Kreis untertänig.
Nach der Aufhebung der Patrimonialherrschaften bildete Trubín mit dem Ortsteil Levín ab 1850 eine Gemeinde im Gerichtsbezirk Beraun. 1868 wurde die Gemeinde dem Bezirk Hořowitz zugeordnet. Levín wurde 1881 eigenständig. Im Jahre 1932 hatte Trubín 380 Einwohner. Seit 1936 gehört die Gemeinde zum Okres Beroun. Im Jahre 1976 wurde Trubín an die Stadt Králův Dvůr angeschlossen. Am 1. Jänner 1980 erfolgte die Eingemeindung nach Beroun, danach bildete das Dorf den Ortsteil Beroun-Trubín. Seit dem 24. November 1990 ist Trubín wieder eigenständig. Im südlichen Teil des Katasters entstand jenseits des Počapelský potok seit den 1990er Jahren die neue Wohnsiedlung U staré cihelny.

## Gemeindegliederung

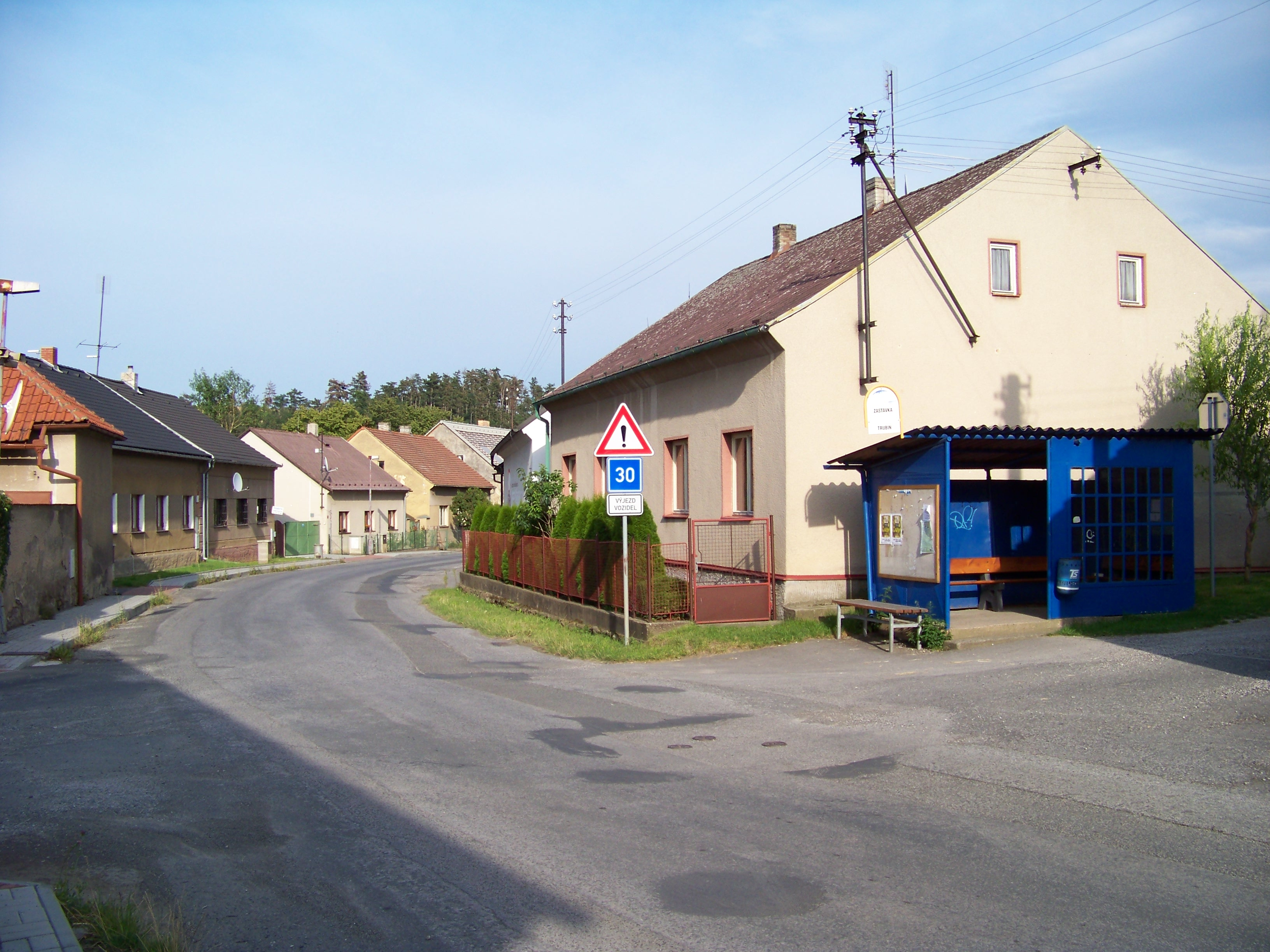
Ortsansicht

Für die Gemeinde Trubín sind keine Ortsteile ausgewiesen.

## Sehenswürdigkeiten
- Kapelle des hl. Johannes von Nepomuk am Dorfplatz
- Denkmal für die Gefallenen des Ersten Weltkrieges auf den Dorfplatz
- Naturdenkmal Trubínský vrch, felsiges Steppenökosystem am Südhang des gleichnamigen Hügels mit reichhaltiger Fauna und Flora sowie Vorkommen wärmeliebender Pflanzen